# 밀라노 대도시권
Grande Milano ("Greater Milan")로도 알려진 밀라노 대도시권 (Milan metropolitan area)은 이탈리아에서 가장 큰 대도시권 (metropolitan area)이자 세계에서 54번째로 큰 대도시권이다. 밀라노 대도시권은 EU에서 가장 큰 다국적 대도시 지역이다. 이 문서에서 설명하는 대도시 지역은 엄밀히 통계적인 것이며, 도 수준 (provincial-level) 지방 자치 단체인 밀라노 광역시 (Metropolitan City of Milan)와 달리 어떠한 종류의 행정적 통일성이나 기능을 의미하지 않는다.

## 같이 보기
- 밀라노
- 밀라노 광역시 (Metropolitan City of Milan)
- 밀라노도 (Province of Milan)